# San Cristóbal (Paraguay)
San Cristóbal è un centro abitato del Paraguay, nel Dipartimento dell'Alto Paraná. Forma uno dei 20 distretti del dipartimento.

## Popolazione
Al censimento del 2002 San Cristóbal contava una popolazione urbana di 434 abitanti (7.670 nel distretto).